# Eliette und Herbert von Karajan Institut
Das Eliette und Herbert von Karajan Institut ist eine kulturelle Einrichtung, die von Eliette von Karajan gestiftet wurde und sich der Pflege und Fortführung des musikalischen Vermächtnisses ihres Ehemannes, Herbert von Karajans widmet.

## Geschichte
Das 2005 in Salzburg  gegründete Institut ist die Nachfolgeeinrichtung des Herbert von Karajan Centrums, welches 1995 in Wien eröffnet wurde und sich als Veranstaltungszentrum und Förderungsstätte junger Künstler etabliert hatte. Auf Wunsch Eliette von Karajans wurde auch das seit 1995 in Wien ansässige „Karajan-Archiv“ am 1. November 2006 nach Salzburg verlegt – an den Geburts- und Heimatort des Maestros – und in das Eliette und Herbert von Karajan Institut eingegliedert.

## Aufgaben
Nach der Koordination des Jubiläumsjahres 2008, in dem mit einer Reihe internationaler Projekte die 100. Wiederkehr des Geburtstages Herbert von Karajans am 5. April 2008 gefeiert wurde, befasst sich das Karajan Institut mit drei Hauptaufgaben:
1. Der Verwaltung des musikalischen Vermächtnisses und damit auch sämtlicher Rechte Herbert von Karajans mit den Schwerpunkten Branding und Licensing, wodurch es sich als Ansprechpartner in jeglichen Rechteanfragen betreffend Herbert von Karajan positioniert.
2. Der Entwicklung und Durchführung innovativer Projekte im Bereich der Jugendförderung mit dem Ziel, junge Menschen langfristig der klassischen Musik näher zu bringen.
3. Der Pflege und kontinuierlichen Erweiterung des Karajan Archivs, das mit seinen umfassenden Beständen weltweit als zentrale Anlaufstelle in Forschungsfragen zu Leben und Werk Herbert von Karajans gilt.